# Dolores (Abra)
Dolores è una municipalità di quinta classe delle Filippine, situata nella provincia di Abra nella Regione Amministrativa Cordillera.
Dolores è formata da 15 baranggay:
| - Bayaan - Cabaroan - Calumbaya - Cardona - Isit - Kimmalaba - Libtec - Lub-lubba | - Mudiit - Namit-ingan - Pacac - Poblacion - Salucag - Talogtog - Taping |